# С-500
С-500 „Прометей“, 55Р6М „Триумфатор-М“ е руски зенитно-ракетен комплекс (ЗРК; в терминологията на разработчика – зенитна ракетна система), който се разработва от концерна Алмаз-Антей като ново поколение зенитни ракетни системи, в което се предполага да се използва принципа за разделно решаване на задачите по унищожаването на балистични и аеродинамични цели. Основната задача на комплекса е борбата с бойните части на балистичните ракети със средна далечина: самостоятелно е възможно прихващането на БРСД с далечина на пуска до 3500 км, а при необходимост и на МБР на финалния участък от траекторията и, в определени предели, на нейния среден участък. От тези средства за поразяване с него ще се осигурява прикритието на отделни региони, големите градове, промишлени обекти и приоритетни стратегически цели. Също сред задачите на зенитния комплекс са поставени унищожаването на хиперзвукови крилати ракети, самолети и БПЛА както за обикновените височинни, така и на хиперзвукови ракети със скорост 5 M и нагоре (на английски: waverider); унищожаване на нискоорбитални спътници и космически средства за поразяване, изстрелвани от хиперзвукови самолети, ударни хиперзвукови БПЛА и орбитални платформи.
С-500 е интегриран в единна мрежа със системите С-400, С-300ВМ4 („Антей-2500“) и С-350 („Витязь“), образувайки комплексна система за ПВО.
С-500 се предполага да бъде използван също и като защита на шахтените МБР на Русия от средствата за нападение. Ракетите С-500 с маневриращи блокове със собствени РЛС, за поражение чрез кинетичен удар, подобно на THAAD, са способни да свалят ракетите, доставящи средствата за противоракетна отбрана за поразяване на МБР на най-уязвимия участък от траекторията им – на ускоряване, докато не е извършено разделянето на бойните глави и изхвърлянето на фалшивите цели. Височината на поразяване на ракети и маневриращите кинетични блокове при С-500 достига 200 км, което е достатъчно за прикритие на МБР с изстрелване по настилна траектория, която започва на 100 км от горната граница на атмосферата.
Според мнението на National Interest, С-500, както се очаква, ще може едновременно да прихваща до десет бойни глави, навлизащи от космоса.

## Описание
С-500 съдържа средства за управление: пункт за бойно управление 85Ж6-1, РЛС за далечно засичане 60К6, противосамолетна част – КП 55К6МА, РЛС 91Н6АМ, ПУ 51П6М, ракети 40Н6М и противоракетна част с команден пункт 85Ж6-2, РЛС 76Т6 и 77Т6 с активна фазирана антенна решетка (АФАР), ПУ 77П6 и противоракети 77Н6-Н и 77Н6-Н1 (разработка на ОАО МКБ „Факел“), унифицирана с модернизираната система за ПРО на Москва и Московски окръг А-135 „Амур“, за прихващане на цели със скорост до 7 км/с.
С планирания си радиус на действие на ЗУР от 600 км той ще бъде способен да засече и едновременно да порази до 10 балистични свръхзвукови цели, летящи със скорост до 7 км/с, а също да поразява бойните блокове на хиперзвукови крилати ракети.
| „                                                                                     | Системата С-500, която се намира в разработка, ще има възможност да унищожава ракети със средна далечина, оперативно-тактически ракети, а също ще сваля ракети в близкия космос и така ще носи елементи на стратегическата противоракетна отбрана, – заявява заместника на главнокомандващия ВВС на РФ по ПВО генерал-лейтенант Сергей Разиграев, – Стоящата на въоръжение система С-300 за сега, например, не е способна да унищожава оперативно-тактическа ракета заради скоростта. | “ |
| Замглавкома ВВС: Система С-500 будет элементом стратегической противоракетной обороны | |   |

Основата в конструкцията на антенния пост на изделието се явява радара с АФАР, работещ в X-диапазона. За далечината на засичане на целите от системата С-500 е заявено, че тя се „увеличава със 150 – 200 км“ в сравнение със С-400.
Мобилната установка на шаси БАЗ-69096 с колесна формула 10х8 е избрана за основна за разполагането на елементите на комплекса С-500 „Прометей“.
По своите тактико-технически характеристики С-500 „Прометей“ условно може да се отнесе към първото поколение системи за ПКО – противокосмическа отбрана, тъй като в света аналози на тази система, работеща в т.ч. срещу цели в близкия космос, просто не съществуват.

## Разработка
Началото на работите за създаване на системата за ПВО пето поколение през 2002 г. полага инженерна записка с указание на необходимите параметри и НПО „Алмаз“ определя първоначалния облик на новото оръжие. От 2004 до 2006 г. НПО провежда изследвания под кодово обозначение „Властелин“.
През август 2011 г. е завършен ескизния етап от проектирането, продължава техническото проектиране.
Към ноември 2013 г., по думите на командващия войските за ВКО генерал-майор Александър Головко, в корпорацията „Алмаз-Антей“ вече са направени отделните части на системата и са пристъпили към техните изпитания, „работите по създаването на системата, като цяло, се планира да бъдат завършени в близко време, а първият сериен образец трябва да постъпи във войските само след няколко години“. Ракетите 40Н6М, 77Н6-Н и 77Н6-Н1 за комплекса С-500 ще започнат да постъпват в периода 2014 – 2015 г.
В края на февруари 2014 г. председателя на президиума на експертния съвет на Въздушно-космическата отбрана И. Ашурбейли заявява, че има изоставане в сроковете за разработка и изпитания на зенитната ракета за комплекса С-500. При това той отбелязва, че е възможно и влошаване на характеристиките на ракетата в сравнение с утвърденото техническо задание, което, по неговите думи, може да постави под съмнение необходимостта от последващи работи. В последните дни на юни 2014 г. е успешно изпитана противоракетата, която също се предполага за комплекса С-500.
Приемането на С-500 на въоръжение от ВС на РФ е планирано за 2016 г. През февруари 2017 заместника на министъра на отбраната на Русия Юрий Борисов заявява, че първият опитен образец на системата С-500 ще бъде готов към 2020 г.
През пролетта на 2017 г. главнокомандващият на ВКС Виктор Бондарев заявява, че комплекса С-500 се разработва с ускорени темпове и ще постъпи на въоръжение във войските на противовъздушната отбрана на Русия в близко време, а във Военната академия за въздушно-космическа отбрана вече пристъпват към подготовката на специалисти за работа с дадения комплекс.
Към пролетта на 2019 г. държавните изпитания на този комплекс са успешно завършени.

## Корабна версия
Също се планира разработката на корабна версия на перспективните ЗРК С-500, в частност, за поставянето им на самолетоносачите от проекта „Шторм“.